# Municipio de Colfax (condado de Wexford)
El municipio de Colfax (en inglés: Colfax Township) es un municipio ubicado en el condado de Wexford en el estado estadounidense de Míchigan. En el año 2010 tenía una población de 840 habitantes y una densidad poblacional de 9,16 personas por km².

## Geografía
El municipio de Colfax se encuentra ubicado en las coordenadas 44°23′50″N 85°31′44″O / 44.39722, -85.52889. Según la Oficina del Censo de los Estados Unidos, el municipio tiene una superficie total de 91.7 km², de la cual 91,34 km² corresponden a tierra firme y (0,39 %) 0,36 km² es agua.

## Demografía
Según el censo de 2010, había 840 personas residiendo en el municipio de Colfax. La densidad de población era de 9,16 hab./km². De los 840 habitantes, el municipio de Colfax estaba compuesto por el 98,33 % blancos, el 0,48 % eran afroamericanos, el 0,48 % eran asiáticos, el 0,36 % eran de otras razas y el 0,36 % eran de una mezcla de razas. Del total de la población el 1,79 % eran hispanos o latinos de cualquier raza.